# Volitve predsednika Republike Slovenije 1997
Volitve predsednika Republike Slovenije leta 1997 so bile druge volitve v samostojni Sloveniji. Zmagovalec je bil Milan Kučan s 55,57 % glasov. Njegovi protikandidati so bili Janez Podobnik, Jože Bernik, Marjan Cerar, Marjan Poljšak, Anton Peršak, Bogomir Kovač in Franc Miklavčič.

## Rezultati
| Kandidat | Kandidat        | Stranka            | Stranka                                                     | 1. krog    | 1. krog |
| Kandidat | Kandidat        | Stranka            | Stranka                                                     | Št. glasov | %       |
| -------- | --------------- | ------------------ | ----------------------------------------------------------- | ---------- | ------- |
|          | Milan Kučan     | neodvisni kandidat | neodvisni kandidat                                          | 575.169    | 55,57 % |
|          | Janez Podobnik  | SLS                | Slovenska ljudska stranka                                   | 190.647    | 18,42 % |
|          | Jože Bernik     | SDS SKD            | Slovenska demokratska stranka Slovenski krščanski demokrati | 97.221     | 9,39 %  |
|          | Marjan Cerar    | neodvisni kandidat | neodvisni kandidat                                          | 73.127     | 7,07 %  |
|          | Marjan Poljšak  | NSD                | Narodna stranka dela                                        | 33.322     | 3,22 %  |
|          | Anton Peršak    | DSS                | Demokratska stranka Slovenije                               | 31.903     | 3,08 %  |
|          | Bogomir Kovač   | LDS                | Liberalna demokracija Slovenije                             | 27.992     | 2,70 %  |
|          | Franc Miklavčič | KSU                | Krščansko socialna unija                                    | 5.667      | 0,55 %  |

### Volilna udeležba
Pravico je imelo voliti 1.549.226 volivcev. Volilna udeležba je bila 68,29 %, glasovalo je 1.057.928 upravičencev.